# Siyəzən (Stadt)
Siyəzən, auch Siazan oder Siyazan, ist eine Stadt in Aserbaidschan. Sie ist Hauptstadt des Bezirks Siyəzən. Die Stadt hat 26.300 Einwohner (Stand: 2021). 2014 betrug die Einwohnerzahl etwa 24.700. Eine bedeutende Minderheit der Bewohner gehört dem Volk der Tat an.

## Kultur und Erholung
In der Stadt befindet sich ein Kulturpalast aus der Sowjetzeit.

## Erdbeben
In der Stadt fanden mehrere Erdbeben statt, das jüngste am 25. November 2000 mit einer Stärke von 6,3 auf der Richterskala.

## Verkehr
Durch den Bezirk verläuft die Eisenbahnstrecke der Azərbaycan Dövlət Dəmir Yolu und die Fernstraße M1 von Baku nach Dagestan in Russland.